# Pero ceriata
Pero ceriata är en fjärilsart som beskrevs av Walker 1863. Pero ceriata ingår i släktet Pero och familjen mätare. Inga underarter finns listade i Catalogue of Life.